# Lactona

La β-propiolactona, provinent de l'àcid beta-hidroxipropiònic.

Les lactones són èsters cíclics Es poden concebre com la condensació intramolecular d'un grup alcohol amb un grup àcid carboxílic, reacció que es dona de forma espontània en els casos en els que l'anell format és de 5 àtoms (gamma-lactones) o de 6 àtoms (delta-lactones), ja que aquestes estructures presenten una gran estabilitat. Les beta-lactones existixen en la química orgànica, però han de ser preparades per mètodes especials.

## Nomenclatura

Nomenclatura de les lactones: α-acetolactona, β-propiolactona, γ-butirolactona i δ-valerolactona.

Les lactones s'anomenen habitualment d'acord amb l'àcid precursor (aceto per als 2 carbonis l'àcid acètic, propio per als 3 de l'àcid propiònic, etc.), amb el sufix -lactona i amb una lletra grega com a prefix que indica el nombre d'àtoms de carboni a l'anell, és a dir, la distància entre els grups –OH i –COOH al llarg de l'esquelet de la molècula. A l'àtom de carboni contigu al grup –COOH se l'anomena α, al segon se l'anomena β i així successivament.

## Usos
Les lactones contribueixen significativament en el sabor de les fruites i són emprades en la indústria de l'alimentació i de la perfumeria. Alguns exemples són la γ-decalactona amb un sabor de préssec característic o la γ-nonalactona, que té una aroma intensa de coco. També hi trobem les kavalactones que s'utilizen per productes herbaris com pot ser el Kava.